# Gran Premi d'Hongria del 2020
El Gran Premi d'Hongria del 2020 (oficialment anomenat Formula 1 Aramco Magyar Nagydíj 2020) va ser la tercera prova de la temporada 2020 de Fórmula 1. Va tenir lloc al Circuit d'Hungaroring, a Mogyoród, Hongria, del 17 al 19 de juliol del 2020.

## Resultats

### Qualificació
| Pos.                     | No. | Pilot              | Constructor               | Temps    | Temps    | Temps    | Graella |
| Pos.                     | No. | Pilot              | Constructor               | Q1       | Q2       | Q3       | Graella |
| ------------------------ | --- | ------------------ | ------------------------- | -------- | -------- | -------- | ------- |
| 1                        | 44  | Lewis Hamilton     | Mercedes                  | 1:14.907 | 1:14.261 | 1:13.447 | 1       |
| 2                        | 77  | Valtteri Bottas    | Mercedes                  | 1:15.474 | 1:14.530 | 1:13.554 | 2       |
| 3                        | 18  | Lance Stroll       | Racing Point-BWT Mercedes | 1:14.895 | 1:15.176 | 1:14.377 | 3       |
| 4                        | 11  | Sergio Pérez       | Racing Point-BWT Mercedes | 1:14.681 | 1:15.394 | 1:14.545 | 4       |
| 5                        | 5   | Sebastian Vettel   | Ferrari                   | 1:15.455 | 1:15.131 | 1:14.774 | 5       |
| 6                        | 16  | Charles Leclerc    | Ferrari                   | 1:15.793 | 1:15.006 | 1:14.817 | 6       |
| 7                        | 33  | Max Verstappen     | Red Bull Racing-Honda     | 1:15.495 | 1:14.976 | 1:14.849 | 7       |
| 8                        | 4   | Lando Norris       | McLaren-Renault           | 1:15.444 | 1:15.085 | 1:14.966 | 8       |
| 9                        | 55  | Carlos Sainz       | McLaren-Renault           | 1:15.281 | 1:15.267 | 1:15.027 | 9       |
| 10                       | 10  | Pierre Gasly       | AlphaTauri-Honda          | 1:15.767 | 1:15.508 | No time  | 10      |
| 11                       | 3   | Daniel Ricciardo   | Renault                   | 1:15.848 | 1:15.661 | N/A      | 11      |
| 12                       | 63  | George Russell     | Williams-Mercedes         | 1:15.585 | 1:15.698 | N/A      | 12      |
| 13                       | 23  | Alexander Albon    | Red Bull Racing-Honda     | 1:15.722 | 1:15.715 | N/A      | 13      |
| 14                       | 31  | Esteban Ocon       | Renault                   | 1:15.719 | 1:15.742 | N/A      | 14      |
| 15                       | 6   | Nicholas Latifi    | Williams-Mercedes         | 1:16.105 | 1:16.544 | N/A      | 15      |
| 16                       | 20  | Kevin Magnussen    | Haas-Ferrari              | 1:16.152 | N/A      | N/A      | 16      |
| 17                       | 26  | Daniil Kvyat       | AlphaTauri-Honda          | 1:16.204 | N/A      | N/A      | 17      |
| 18                       | 8   | Romain Grosjean    | Haas-Ferrari              | 1:16.407 | N/A      | N/A      | 18      |
| 19                       | 99  | Antonio Giovinazzi | Alfa Romeo Racing-Ferrari | 1:16.506 | N/A      | N/A      | 19      |
| 20                       | 7   | Kimi Räikkönen     | Alfa Romeo Racing-Ferrari | 1:16.614 | N/A      | N/A      | 20      |
| Temps del 107%: 1:19.908 |     |                    |                           |          |          |          |         |
| Font:                    |     |                    |                           |          |          |          |         |

### Cursa
| Pos.                                                          | No. | Pilot              | Constructor               | Voltes | Temps       | Graella | Punts |
| ------------------------------------------------------------- | --- | ------------------ | ------------------------- | ------ | ----------- | ------- | ----- |
| 1                                                             | 44  | Lewis Hamilton     | Mercedes                  | 70     | 1:36:12.473 | 1       | 261   |
| 2                                                             | 33  | Max Verstappen     | Red Bull Racing-Honda     | 70     | +8.702      | 7       | 18    |
| 3                                                             | 77  | Valtteri Bottas    | Mercedes                  | 70     | +9.452      | 2       | 15    |
| 42                                                            | 18  | Lance Stroll       | Racing Point-BWT Mercedes | 70     | +57.579     | 3       | 12    |
| 5                                                             | 23  | Alexander Albon    | Red Bull Racing-Honda     | 70     | +1:18.316   | 13      | 10    |
| 6                                                             | 5   | Sebastian Vettel   | Ferrari                   | 69     | +1 volta    | 5       | 8     |
| 72                                                            | 11  | Sergio Pérez       | Racing Point-BWT Mercedes | 69     | +1 volta    | 4       | 6     |
| 8                                                             | 3   | Daniel Ricciardo   | Renault                   | 69     | +1 volta    | 11      | 4     |
| 9                                                             | 55  | Carlos Sainz       | McLaren-Renault           | 69     | +1 volta    | 9       | 2     |
| 10                                                            | 20  | Kevin Magnussen    | Haas-Ferrari              | 69     | +1 volta3   | 16      | 1     |
| 11                                                            | 16  | Charles Leclerc    | Ferrari                   | 69     | +1 volta    | 6       |       |
| 12                                                            | 26  | Daniil Kvyat       | AlphaTauri-Honda          | 69     | +1 volta    | 17      |       |
| 13                                                            | 4   | Lando Norris       | McLaren-Renault           | 69     | +1 volta    | 8       |       |
| 14                                                            | 31  | Esteban Ocon       | Renault                   | 69     | +1 volta    | 14      |       |
| 15                                                            | 7   | Kimi Räikkönen     | Alfa Romeo Racing-Ferrari | 69     | +1 volta    | 20      |       |
| 16                                                            | 8   | Romain Grosjean    | Haas-Ferrari              | 69     | +1 volta4   | 18      |       |
| 17                                                            | 99  | Antonio Giovinazzi | Alfa Romeo Racing-Ferrari | 69     | +1 volta    | 19      |       |
| 18                                                            | 63  | George Russell     | Williams-Mercedes         | 69     | +1 volta    | 12      |       |
| 19                                                            | 6   | Nicholas Latifi    | Williams-Mercedes         | 65     | +5 voltes   | 15      |       |
| –                                                             | 10  | Pierre Gasly       | AlphaTauri-Honda          | 15     | –           | 10      |       |
| Volta ràpida: Lewis Hamilton (Mercedes) – 1:16.627 (volta 70) |     |                    |                           |        |             |         |       |
| Font:                                                         |     |                    |                           |        |             |         |       |

Notes
- ^1  – Inclou un punt per la volta ràpida.
- ^2  – La classificació de Lance Stroll i Sergio Pérez és provisional.
- ^3  – Kevin Magnussen va acabar en novena posició, però va rebre una penalització de deu segons per infringir les normes sobre comunicacions de ràdio a la volta de formació.
- ^4  – Romain Grosjean va acabar en quinzena posició, però va rebre una penalització de deu segons per infringir les normes sobre comunicacions de ràdio a la volta de formació.

## Classificació del campionat després de la cursa
| Pos.  | Pilot           | Punts |
| ----- | --------------- | ----- |
| 1     | Lewis Hamilton  | 63    |
| 2     | Valtteri Bottas | 58    |
| 3     | Max Verstappen  | 33    |
| 4     | Lando Norris    | 26    |
| 5     | Alexander Albon | 22    |
| Font: |                 |       |

| Pos.  | Constructor               | Punts |
| ----- | ------------------------- | ----- |
| 1     | Mercedes                  | 121   |
| 2     | Red Bull Racing-Honda     | 55    |
| 3     | McLaren-Renault           | 40    |
| 4     | Racing Point-BWT Mercedes | 40    |
| 5     | Ferrari                   | 27    |
| Font: |                           |       |

- Nota: Només s'inclouen les cinc primeres posicions en les dues classificacions.